# Ильвов, Борис Яковлевич
Борис Яковлевич Ильвов (2 сентября 1889, Шамахи, Бакинская губерния — 1945, Шанхай) — офицер русского флота, писатель.

## Биография
Родился 2 сентября 1889 года в Шемахе Бакинской губернии. Окончил Морской корпус в 1909 году. Мичман (1910). Произведен в лейтенанты 6 декабря 1913 г. Во время Первой мировой войны служил на Балтийском флоте.
В Добровольческой армии со 2 января 1918 г. в Морской роте Офицерского полка, 1-9 февраля 1918 г. командир той же роты. Участник Первого Кубанского похода. Ранен, с мая 1918 г. начальник штаба Донской флотилии.
В белых войсках Восточного фронта в Сибирской флотилии. Капитан 2-го ранга (28 марта 1920 г.).
После окончания гражданской войны жил в эмиграции в Шанхае. Был помощником командира Русской роты вспомогательных агентов полиции на Французской концессии.
Автор трех сборников рассказов («Рокот моря», «Летучий голландец», «Морская даль») и двух романов о гражданской войне («Ураган», «Смерч»).

## Сочинения
- «Рокот моря». Сборник рассказов. Год издания - 1935[1].
- «Летучий голландец». Сборник рассказов. Год издания — 1935[2]
- «Морская даль». Сборник рассказов.
- «Ураган». Роман. Издательство «Слово», 1937[3]
- «Смерч». Роман. Издательство «Слово», 1937[4]